# Ріддік (фільм, 2013)
«Ріддік» (англ. Riddick) — американсько-британський фантастичний бойовик режисера Девіда Туї (був також сценаристом), що вийшов 2013 року. У головних ролях Він Дізель, Карл Урбан. Продюсерами були Він Дізель, Тед Філд, Саманта Вінсент. Вперше фільм продемонстрували 4 вересня 2013 року у Великій Британії. В Україні у кінопрокаті прем'єра відбулась 12 вересня 2013 року.

## Сюжет
Дія фільму відбувається кілька років після подій, що відбулися в Хроніках Ріддіка. Відчуваючи, що він далі не може залишатися на чолі некромонгерів, Ріддік укладає угоду з Вааком, що покине трон і вирушить на свою рідну планету Фурію. За дорученням Ваака, команда некромонгерів доставляє Ріддіка на планету, проте це виявляється не Фурія. Некромонгери намагаються вбити Ріддіка, але той дивом рятується і залишається вмирати на пустельній планеті з вкрай недружньою місцевою фауною. Отямившись, потерпілий завзято починає шукати шляхи виживання. Він знаходить джерело води, починає полювати, приручає цуценя місцевої істоти, схожої на шакала. Ріддік знаходить прохід в скельній гряді до гостиннішої місцевості, але цей прохід охороняє небезпечний хижак, схожий на гігантського скорпіона, Ріддік здобуває його отруту і уколюючи її собі виробляє нечутливість. Набравшись сил, Ріддік перемагає «скорпіона» і проходить через прохід.
Мандрівник знаходить станцію найманців. Ріддік бачить, що на нього насувається дощ, під час якого в незліченних кількостях пробуджуються скорпіони і запускає аварійний маяк. На борту станції Ріддік залишає послання тим, хто прилетить за ним. Оскільки Ріддік залишається втікачем і одним з найрозшукуваніших злочинців, на його упіймання до планети вирушають відразу дві команди мисливців за головами. Після короткої суперечки ватажки двох партій Сантана і Джонс домовляються про те, що будуть ловити Ріддіка «на живця». З обох кораблів знімають силові блоки, без яких їм не злетіти, і ховають їх на станції в сейф із замком — детонатором, очікуючи, що за ними прийде Ріддік.
У першу ж ніч партія Сантани втрачає трьох. Наступної ночі Ріддіку вдається пробратися всередину станції і викрасти силові блоки. Потім він викликає мисливців на зустріч без зброї. Джонс насправді полює не за винагородою, а хоче дізнатися у Ріддіка про події десятирічної давності і про загибель його сина. Ріддік пропонує повернути один з силових блоків у обмін на корабель, а другий збирається залишити собі і полетіти. Він заявляє, що після приходу дощу вони всі загинуть. Далі, снайпер з команди Джонса вражає Ріддіка кулями з транквілізатором і його затримують. Допитати злочинця так і не вдається, тому що починається дощ, і на станцію нападають полчища скорпіонів.
Ріддік, залишаючись в оковах, вбиває Сантану. Отруйні хижаки рвуться всередину і мисливці змушені погодитися на умови та звільнити Ріддіка. На антигравітаційних байках — Діаз (людина Сантани), сам Джонс і Ріддік вириваються з боєм зі станції та вирушають за силовими блоками, захованими в далекій печері. Під час польоту Діаз непомітно намагається перевернути байк Джонса, але Ріддік його рятує. Усередині печери Ріддік розкриває Джонсу правду про те, що його син був наркоманом і помер фактично через пристрасть до морфію. У той момент, коли Ріддік повертає силовий блок, Діаз несподівано намагається вбити Джонса, але Ріддік втручається і в сутичці вбиває Діаза, який вмираючи стріляє в свій антигравітаційний байк, виводячи його з ладу, попередньо вивівши з ладу байк Ріддіка.
Залишившись удвох, Ріддік і Джонс відбиваються від скорпіонів. Джонс захоплює обидва блоки і переховується. Поранений Ріддік з останніх сил відбивається від насідаючих з усіх боків хижаків. В останній момент йому на допомогу приходить Джонс і розстрілює з зорельота всіх тварюк. Даль підіймає пораненого Ріддіка на борт. Як вони і домовлялися, Ріддік забирає собі один з кораблів і відбуває у невідомому напрямку, наостанок сказавши Джонсу, що він поводився достойніше, ніж його син.

## У ролях
| Актор         | Персонаж                          | Роль                              |
| ------------- | --------------------------------- | --------------------------------- |
| Він Дізель    | Ріддік (англ. Richard B. Riddick) | галактичний лиходій               |
| Жорді Молья   | Сантана (англ. Santana)           | лідер банди мисливців за головами |
| Меттью Нейбл  | Босс Джонс (англ. Boss Johns)     | лідер найманців                   |
| Кеті Сакгофф  | Даль (англ. Dahl)                 | друга людина після Босса Джонса   |
| Дейв Батиста  | Діаз (англ. Diaz)                 | член команди Сантани              |
| Бокім Вудбайн | Мосс (англ. Moss)                 | найманець                         |
| Карл Урбан    | Ваако (англ. Vaako)               | командир Некромонґерів            |

## Сприйняття

### Критика
Фільм отримав змішані відгуки: Rotten Tomatoes дав оцінку 59 % на основі 153 відгуків від критиків (середня оцінка 5,4/10) і 57 % від глядачів із середньою оцінкою 3,4/5 (81,898 голосів). Загалом на сайті фільми має негативний рейтинг, фільму зарахований «гнилий помідор» від кінокритиків і «розсипаний попкорн» від глядачів, Internet Movie Database — 6,5/10 (58 253 голоси), Metacritic — 49/100 (35 відгуків критиків) і 7,2/10 від глядачів (286 голосів). Загалом на цьому ресурсі від критиків фільм отримав змішані відгуки, а від глядачів — позитивні.
Ігор Грабович, в «Українська правда. Життя», поставив фільму 3/5, сказавши, що це «доволі цікаве, але загалом посереднє продовження пригод антигероя Ріддіка».

### Касові збори
Під час показу у США, що почався 6 вересня 2013 року, протягом першого тижня фільм показали у 3,107 кінотеатрах і він зібрав $19,030,375, що на той час дозволило йому зайняти 1 місце серед усіх тогочасних прем'єр. Показ фільму протривав 56 днів (8 тижнів) і зібрав у прокаті у США 42,025,135 $, у решті світу — 56,312,160 $, тобто загалом 98,337,295 $ при бюджеті $38 млн.

Під час показу в Україні, що стартував 12 вересня 2013 року, протягом першого тижня фільм показали у 100 кінотеатрах і він зібрав $762 тис., що на той час дозволило йому зайняти 1 місце серед усіх прем'єр. Показ тривав 2 тижня і завершився 22 вересня 2013 року, зібравши 1,3 млн. $. Із цим показником стрічка зайняла 30 місце у списку лідерів кінопрокату України.